# Arnebia sewerzowii
Arnebia sewerzowii är en strävbladig växtart som beskrevs av Eduard August von Regel. Arnebia sewerzowii ingår i släktet Arnebia och familjen strävbladiga växter. Inga underarter finns listade i Catalogue of Life.